# Крістофер Бірчелл
Крістофер Бірчелл (англ. Christopher Birchall, нар. 5 травня 1984, Стаффорд) — тринідадський футболіст, півзахисник клубу «Порт Вейл» та національної збірної Тринідаду і Тобаго.

## Клубна кар'єра
Народився 5 травня 1984 року в місті Стаффорд. Кріс Бірчелл починав кар'єру в клубі «Порт Вейл», що виступав тоді у Другому дивізіоні Англії. У складі цієї команди Кріс провів 6 сезонів, зіграв 78 матчів і забив 7 м'ячів.

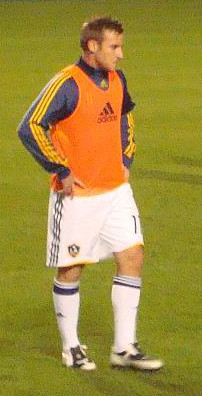
Крістофер Бірчелл під час виступів за «Лос-Анджелес Гелаксі». 10 березня 2010 року.

У серпні 2006 року Бірчелл перейшов в «Ковентрі Сіті» за 325 тисяч фунтів стерлінгів. Провівши сезон в цьому клубі, Бірчелл був відданий в оренду шотландському «Сент-Міррен» до початку 2008 року, проте через травми повернувся в «Ковентрі» вже в листопаді, провівши за «Сент-Міррен» лише 9 матчів.
27 листопада Бірчелл був знову відданий в оренду, цього разу в «Карлайл Юнайтед». Після закінчення терміну оренди Кріс розірвав контракт з «Ковентрі» за обопільною згодою.
15 січня 2009 року він підписав контракт з клубом Першої ліги Англії «Брайтон енд Гоув Альбіон» до кінця сезону.
Після закінчення контракту перейшов в клуб MLS «Лос-Анджелес Гелаксі», підписавши чотирирічний контракт. З командою двічі ставав переможцем регулярного чемпіонату та одного разу став переможцем MLS.
У травні 2012 року приєднався до іншого американського клубу «Коламбус Крю», який залишив у грудні 2012, провівши 18 ігор і забивши 1 гол.
3 січня 2013 року Кріс підписав контракт з командою, в якій він починав свою професійну кар'єру — «Порт Вейл». За підсумками сезону 2012/13 клуб домігся підвищення в класі, а Кріс продовжив з ним угоду до кінця сезону 2013/14. Наразі встиг відіграти за команду зі Сток-он-Трент 38 матчів в національному чемпіонаті.

## Виступи за збірну
Оскільки мати Крістофера походить з тринідадського Порт-оф-Спейна футболіст мав право захищати кольори національної збірної Тринідаду і Тобаго, яким і скористався 2005 року, дебютувавши у її складі в офіційних матчах. Кріс став першим білим гравцем збірної за 60 років.
У складі збірної був учасником розіграшу Золотого кубка КОНКАКАФ 2005 року у США, чемпіонату світу 2006 року у Німеччині, розіграшу Золотого кубка КОНКАКАФ 2013 року у США.
Наразі провів у формі головної команди країни 44 матчі, забивши 4 голи.

## Досягнення
- Володар Кубка MLS: 2011
- Володар MLS Supporters' Shield: 2010, 2011